# Biblioteca Catalana de l'Alguer
La Biblioteca Catalana de l'Alguer è una biblioteca semipubblica situata ad Alghero, in Sardegna. Fondata nel 1988, è l'unica biblioteca dell'isola e di tutta Italia specializzata esclusivamente in libri in lingua catalana ed è gestita dal volontariato dell'Obra Cultural de l'Alguer con il sostegno occasionale del Consiglio regionale della Sardegna e della Generalitat de Catalunya.
La Biblioteca Catalana de l'Alguer possiede una collezione di oltre diecimila volumi di grande valore storico e culturale. Diverse opere hanno origine dal filantropo, antropologo e riscopritore del catalano Eduard Toda i Güell, che nel 1888, durante uno dei suoi viaggi ad Alghero, prese in prestito una biblioteca catalana dai catalanisti di Barcellona.
Nel 2014 l'apertura al pubblico è stata limitata per mancanza di fondi e solo studenti e ricercatori possono entrare. L'edificio che ospita l'istituzione, ad Alguer Vella, rischia di chiudere perché non ha le condizioni per continuare a funzionare. Nel 2022, la Plataforma per la Llengua ha avviato una campagna di raccolta fondi per ristrutturare i locali e permettere di ospitare le proprie attività. In pochi giorni sono stati raccolti più di 18.000 euro per la riapertura. L'obiettivo è quello di destinare l'intero contributo all'eliminazione delle barriere architettoniche nello spazio della biblioteca, al cambio dell'illuminazione e dell'aria condizionata, al miglioramento del servizio di prestito attraverso un bibliotecario volontario che sta già lavorando, e all'organizzazione di nuove attività in modo che possa continuare a essere un luogo di incontro per chiunque sia interessato alla lingua e alla cultura catalana.